# Romfea.gr
Ромфе́я (греч. Ρομφαία, полное название Агентство церковных новостей «Romfea.gr», греч. 24ωρο Πρακτορείο Εκκλησιαστικών Ειδήσεων «Romfea.gr») — интернет-издание на греческом языке, называющее себя «церковным информационным агентством»; основано в августе 2007 года.

## История
Основано было в августе 2007 года греческим журналистом и публицистом Эмилиосом Полигенисом с целью публикации достоверной и своевременной церковной информации. У «Romfea.gr» есть партнёры и корреспонденты в России, Константинополе, Иерусалиме, Александрии, США и Кипре.
19 июня 2016 года журналисты агентства покинули Всеправославный собор на Кипре, заявив о невозможности полноценного освещения работы Собора из-за крайне жёстких мер безопасности, а также из-за того, что «информация даётся лишь по капле и лишь по официальным каналам оргкомитета. Отфильтрованные фотографии и тексты говорят, что как будто встречается какой-то клуб и нет права у православных быть в курсе того, что происходит в Колимвари».
В декабре 2018 года редакцией сайта Romfea был запущен англоязычный новостной сайт «Orthodox Times». Причём на эти цели был получен грант в 100000 долларов от Государственного департамента США
13 февраля 2019 года посол США в Греции Джеффри Пайетт в своём посольском доме принял издателя Romfea.gr и консультанта по развитию Romfea.news Эмилиоса Полигениса, представителя компании World Orthodox Network в Греции Иоанниса Манаси, главного редактора новостного портала Эвфимию Эвфимиу и ответственных лиц и переводчиков Таноса Танопулоса, Н. Георгакопулу и А. Хризантопулоса. Посол США в Афинах подчеркнул, что ему известно о работе, уже проделанной Romfea.gr, и что США поощряют усилия по продвижению свободы прессы и противодействуют дезинформации. Он также поздравил всех, кто вкладывает силы в Romfea.news с их усилиями и ценностями православия, которые соответствуют демократическим ценностям Соединенных Штатов и их поддержкой свободы религии, которую они пытаются продвигать в христианском мире, как он подчеркнул. Со своей стороны, сотрудники Romfea.news поблагодарили г-на Пайетта за встречу.

## Оценки
В мае 2011 года кандидат исторических наук, ведущий аналитик Санкт-Петербургского центра изучения современного Ближнего Востока, доцент факультета международных отношений СПбГУ, тюрколог Александр Сотниченко отметив, что Romfea.gr «пользуется определённой популярностью в Греции», указал, что представители Константинопольской патриархии в разговоре с ним высказали следующее мнение относительно этого интернет-издания: «сайт является независимым источником, который нельзя считать церковным СМИ, отражающим официальную позицию Патриархии. На этот портал пишут миряне, сайт действует без благословения и не отражает официального мнения священноначалия».
В декабре 2011 года личный журналист и фотограф патриарха Константинопольского Варфоломея Николаос Мангинас сообщил агентству, что не желает, чтобы «Ромфея» перепечатывала тексты и воспроизводила фотографии сайта «Φως Φαναρίου» («Свет Фанара»). Директор «Ромфеи» Эмилиос Полигенис заявил, что «Ромфея» всегда выступала в защиту интересов и прав Константинопольского патриархата и навешивание ей ярлыка противника Фанара безосновательно.
Некоторые обозреватели отмечают тенденциозный характер редакционной политики сайта — якобы в интересах Московского патриархата (РПЦ) и России. Так, в 2012 году, «The Economist» в редакционной статье «An orthodox friendship» отметил слова неких «благодарных послушников» монастыря Ватопед о российском финансировании данного сайта. В 2018 году итальянский религиовед Джанни Валенте в статье для приложения «Vatican Insider» издания «La Stampa» назвал сайт Romfea «the pro-Russian Greek website».